# Кольонія-Пяскі (Свентокшиське воєводство)
Кольонія-Пяскі (пол. Kolonia Piaski) — село в Польщі, у гміні Кунув Островецького повіту Свентокшиського воєводства.
Населення — 264 особи (2011).
У 1975-1998 роках село належало до Келецького воєводства.

## Демографія
Демографічна структура на день 31 березня 2011 року:
|          | Загалом | Допрацездатний вік | Працездатний вік | Постпрацездатний вік |
| -------- | ------- | ------------------ | ---------------- | -------------------- |
| Чоловіки | 139     | 22                 | 101              | 16                   |
| Жінки    | 125     | 18                 | 78               | 29                   |
| Разом    | 264     | 40                 | 179              | 45                   |